# Gorjului (stație de metrou)

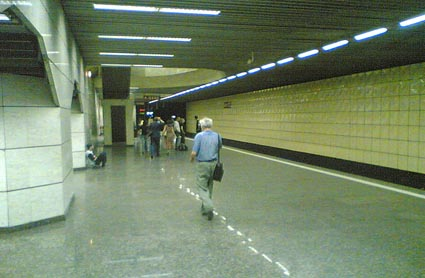

Gorjului este o stație de metrou din București. În apropiere se află Școala Generală 174, Școala Generală 309, Școala Generala 310 și secția 21 de poliție.
Cele două peroane de pe platforma insulă sunt conectate printr-un tunel scurt.